# Самозванка
Самозва́нка (рос. Самозванка, ерз. Самозванка) — присілок у складі Торбеєвського району Мордовії, Росія. Входить до складу Красноармійського сільського поселення.
Населення — 4 особи (2010; 7 у 2002).
Національний склад станом на 2002 рік:
- росіяни — 100 %